# Raj Dhesi
Yuvraj Singh Dhesi (Calgary, Alberta, 19 de julio de 1986) es un luchador profesional canadiense Actualmente compite en el circuito independiente bajo el nombre de Raj Dhesi. Es conocido por haber trabajado para la empresa estadounidense WWE, donde se presentó bajo el nombre de Jinder Mahal.
Entre sus logros, destaca haber sido una vez Campeón Mundial al haber obtenido el Campeonato de WWE, y también tuvo un reinado como Campeón de los Estados Unidos, dos como Campeón 24/7 de WWE, y una vez Campeón Mundial en Parejas de la AAA con Satnam Singh.

## Carrera

### Inicios (2002-2010)
Creciendo en una familia de luchadores como el sobrino de la leyenda de la Stampede Wrestling, Gama Singh, Dhesi comenzó su carrera de lucha libre profesional en el Martial Arts Fitness Center en Calgary, Alberta, entrenando con Rick Bognar.
Dhesi hizo su debut en la Premier Martial Arts Wrestling (PMW) bajo el nombre de Raj Dhesi para entrenarse con Bad News Allen y Gerry Morrow, luchando en una revivida Stampede Wrestling junto con futuros luchadores de WWE como Natalya Neidhart, Tyson Kidd y Viktor. Como Tiger Raj Singh, Dhesi ganó varios campeonatos en parejas en la ya mencionada Stampede Wrestling y en la Prairie Wrestling Alliance (PWA), varios de ellos junto con su primo Gama Singh Jr., quienes juntos eran conocidos como el nuevo Karachi Vice y también como Sikh & Destroy, y juntos ganaron los Campeonatos Canadienses en Parejas de la PWA.
En PWA, Dhesi ganó el Campeonato Peso Pesado de la PWA, el cual tuvo a partir de 2008 hasta enero de 2010 antes de luchar en la Great North Wrestling (GNW), en donde tuvo feudos con luchadores como Hannibal y Samoa Joe.

### World Wrestling Entertainment / WWE (2010–2014)

#### Florida Championship Wrestling (2010–2011)

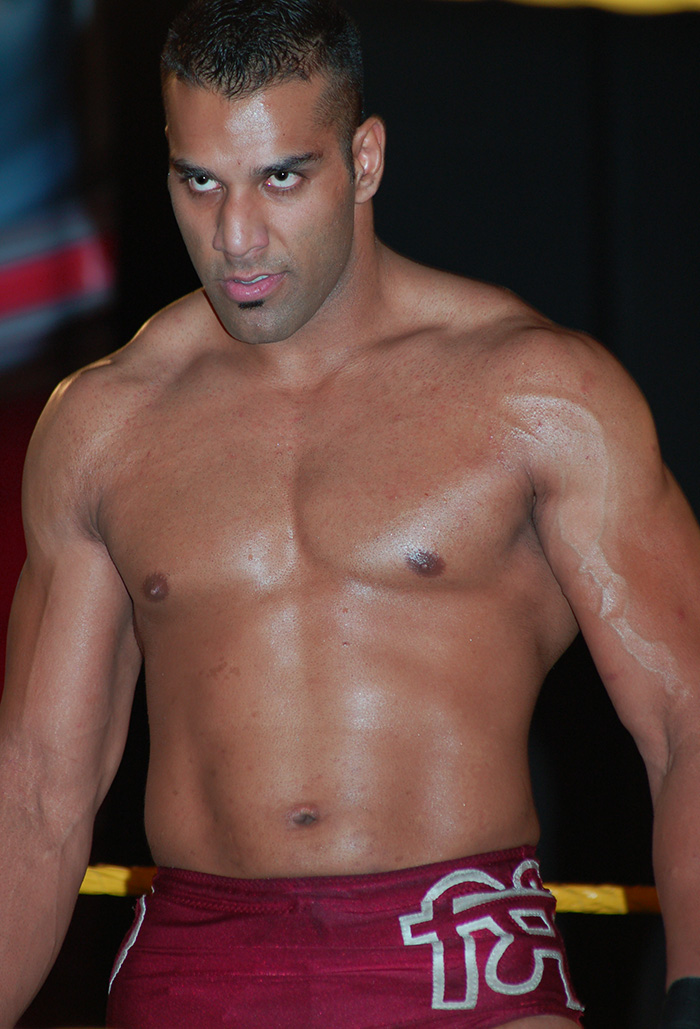
Mahal en 2011.

Dhesi viajó a Tampa, Florida, para entrenar en el territorio de desarrollo de la World Wresting Entertainment (WWE), la Florida Championship Wrestling (FCW). Durante ese tiempo, Dhesi creyó que su personaje Punjabi junto con sus promos lo hicieron destacar, indicando que "a ellos les gustan los tipos que hablan idiomas diferentes y que tienen distintas miradas". A principios de 2010, Dhesi firmó un contrato de desarrollo con la FCW, luchando ahí durante un año.

#### 2011-2012

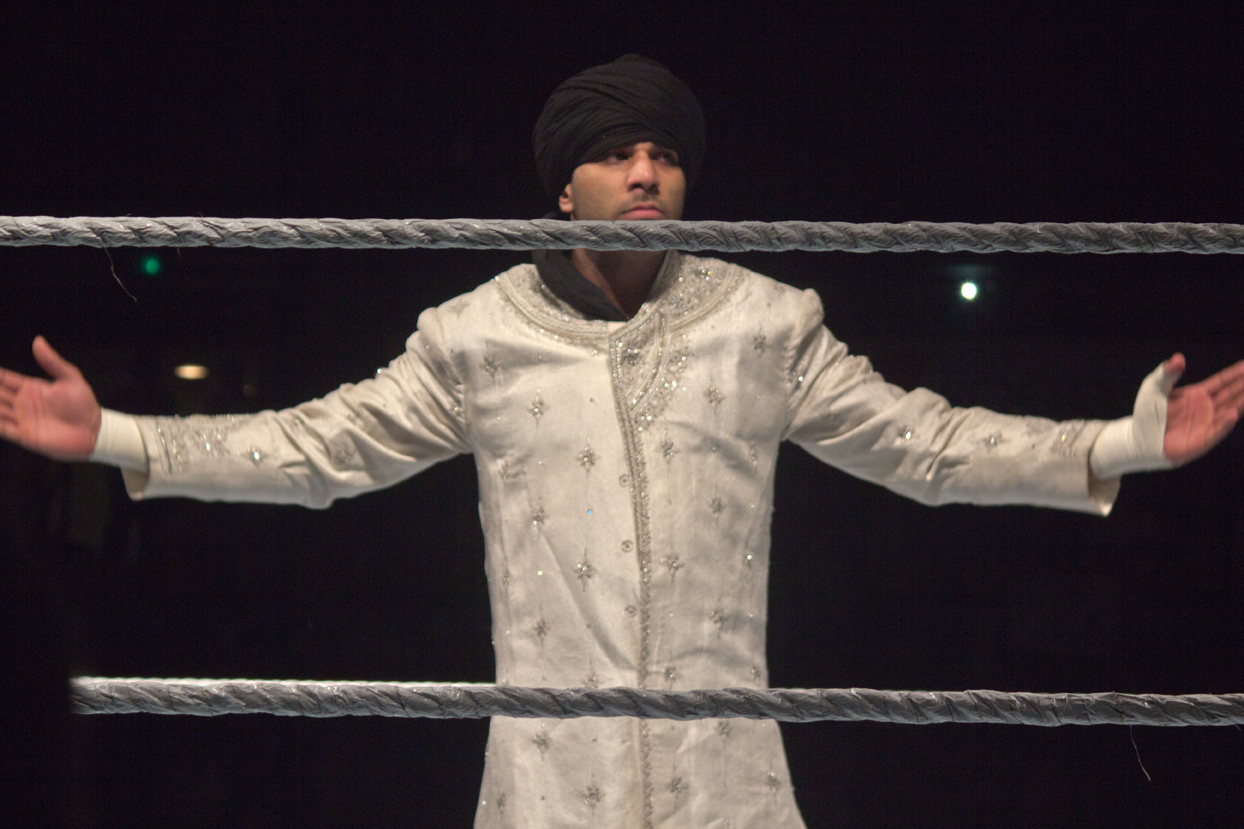
Mahal con su atuendo de entrada durante un Pre-Show.

Hizo su debut televisivo en WWE en el episodio del 29 de abril de 2011 de SmackDown bajo el nombre de Jinder Mahal, saludando tras bastidores a su compañero de lucha indio The Great Khali y a su hermano y mánager de Khali, Ranjin Singh, diciéndoles en panyabí que estaba muy feliz y emocionado de verlos. La siguiente semana en SmackDown, Mahal, no impresionado por la forma en que Khali y Singh participaban en actividades infantiles en vez de ganar sus combates, confrontó a Singh acerca de su mala gestión sobre Khali, estableciéndose como heel. El 13 de mayo en SmackDown, Mahal interrumpió un segmento de Khali Kiss Cam, golpeando dos veces a Khali por no responder como un gigante. En el episodio del 20 de mayo de SmackDown, Mahal interrumpió el combate de Khali frente a Jey Uso, por lo que fue confrontado en ese instante por Khali. En la edición de SmackDown del 27 de mayo, Ranjin acompañó a Khali al ring como lo hacía siempre, sólo para ser derrotado por Kane. Después del combate, Khali traicionó a Ranjin antes de irse con Mahal, formando así una alianza entre los dos. El 17 de junio en SmackDown, Mahal tuvo su primer combate en el roster principal, derrotando a Vladimir Kozlov. En la edición de SmackDown del 1 de julio, se reveló que Mahal estaba casado con la hermana de Khali (kayfabe), haciéndolos cuñados. El 19 de agosto en SmackDown, tanto Mahal como Khali participaron en un 20-Man Battle Royal para determinar al nuevo contendiente por el Campeonato Mundial Pesado de la WWE. Durante el combate, Khali trato de proteger a Mahal en todo momento, pero al final ambos fueron eliminados. En el episodio del 5 de septiembre en Raw, Mahal sufrió su primera derrota en el roster principal cuando él & Khali fueron derrotados por los Campeones en Parejas de la WWE Kofi Kingston & Evan Bourne en una lucha sin los títulos en juego. En el episodio de SmackDown de esa misma semana, obtuvieron una revancha contra Kingston & Bourne, pero volvieron a ser derrotados, causando esto que Mahal le echara la culpa a Khali y lo dejara solo en el ring, terminando de esa manera su alianza. El 16 de septiembre en SmackDown, Mahal atacó a Khali durante su combate contra Heath Slater, haciendo que Khali ganara la lucha por descalificación. Finalmente, la semana siguiente en SmackDown, Mahal fue derrotado por Khali. En el episodio del 14 de octubre en SmackDown, Mahal participó en un 41-Man Battle Royal (el Battle Royal más grande de la historia de WWE), en donde llegó a sobrevivir hasta los últimos tres finalistas antes de ser eliminado por el eliminado por el eventual ganador Randy Orton.

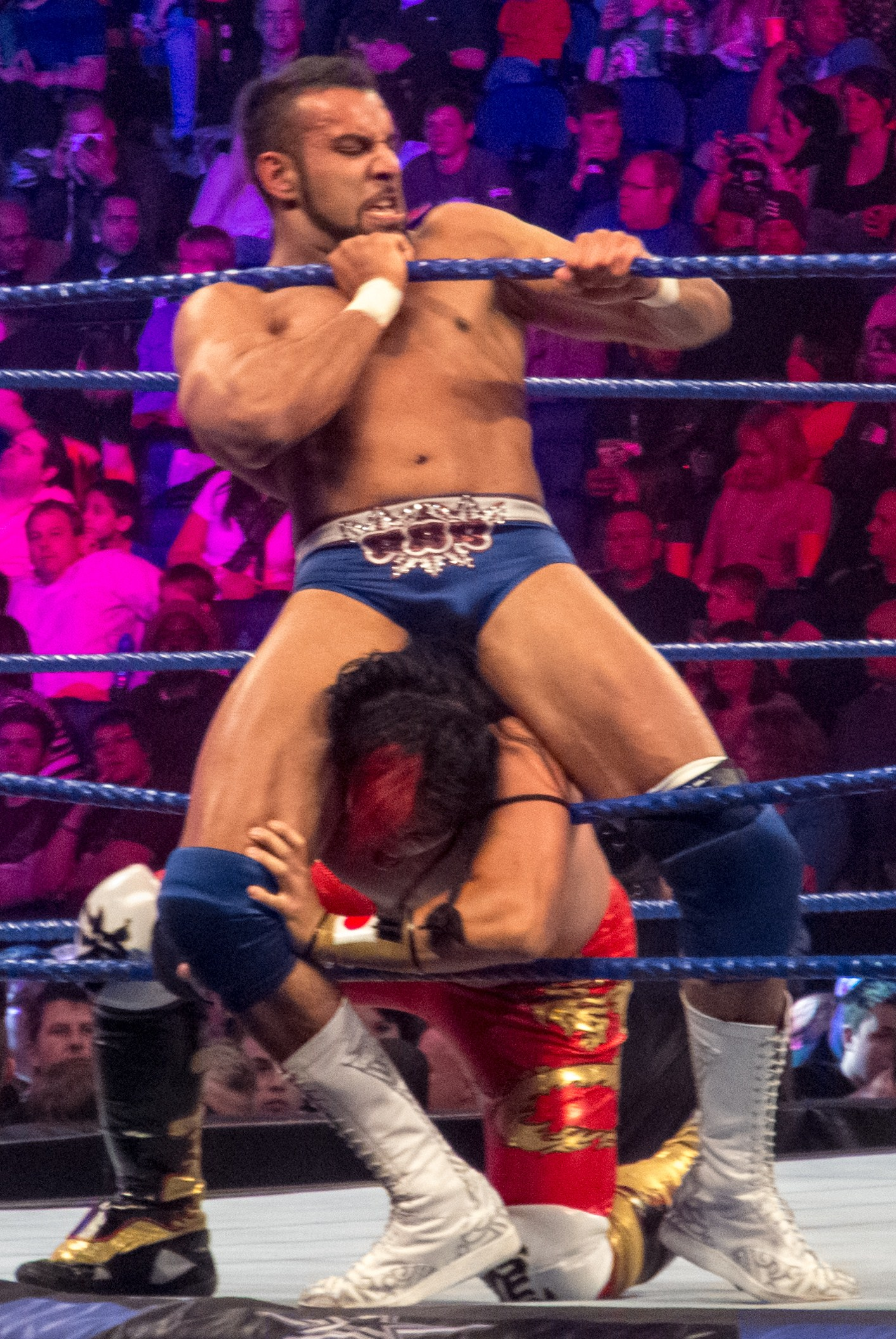
Mahal luchando contra Yoshi Tatsu en abril de 2012.

Después de finalizar su feudo con The Great Khali, Mahal comenzó a meterse con los luchadores que creía que eran inferiores a él o vergonzosos, lo que causó que iniciara un feudo con Ted DiBiase en el mes de noviembre. En el episodio del 30 de diciembre en SmackDown, Mahal acabó con la racha ganadora de DiBiase tras derrotarlo vía rendición, terminando de esa manera el feudo entre ambos. Tras eso y a inicios de 2012, Mahal empezó a insultar a Sheamus constantemente, lo que hizo que ambos tuvieran múltiples combates entre ellos, con Sheamus llevándose casi siempre las victorias. El 29 de enero en Royal Rumble, Mahal participó por primera vez en el Royal Rumble Match, pero fue eliminado por Khali. Esa eliminación hizo que ambos se enfrentaran en la edición de SmackDown del 3 de febrero, en donde Mahal fue derrotado. El 20 de mayo en Over the Limit, Mahal participó en un Battle Royal para determinar al contendiente #1 por el Campeonato Intercontinental de la WWE o por el Campeonato de los Estados Unidos (el ganador podía escoger por cuál campeonato ir), pero fue eliminado otra vez por Khali.
A finales de abril, Mahal comenzó a enfrentar a varios luchadores, empezando con Randy Orton al interrumpir uno de sus promos, por lo que fue atacado en represalia con un RKO. El 23 de julio en la edición de Raw 1000, Mahal confrontó a Kane junto con un grupo formado por Camacho, Curt Hawkins, Drew McIntyre, Hunico y Tyler Reks, afirmando que ninguno de ellos había tenido una oportunidad dentro de WWE y después de eso se prepararon para atacar a Kane, pero la aparición súbita de The Undertaker impidió el ataque y The Brothers of Destruction atacaron a cada uno de los jobbers y los sacaron del ring. En el episodio del 27 de julio de SmackDown, Mahal fue derrotado por Ryback por cuenta fuera, por lo que inició un feudo con él, derrotándolo en varios combates por cuenta fuera o descalificación. Para intentar llegar al nivel de Ryback, Mahal solicitó una lucha de desventaja contra dos competidores locales, las cuales Ryback solía tener cada semana. En la lucha, Mahal se llevó la victoria rápidamente vía rendición. A pesar de eso, Mahal continuó su rivalidad con Ryback, a quien atacaba durante y después de sus combates, pero finalmente fue derrotado por Ryback en el episodio del 24 de agosto de SmackDown para ponerle fin al feudo.
Cuando WWE renombró el territorio de desarrollo FCW a NXT, Mahal fue mandado a dicho territorio, en donde comenzó a tener una racha de victorias al derrotar a varios luchadores, incluyendo a Derrick Bateman y Percy Watson. En el episodio del 8 de agosto de NXT, Mahal fue seleccionado para competir en un torneo por el inaugural Campeonato de la NXT, derrotando a Bo Dallas en la primera ronda. El 15 de agosto en NXT, Mahal derrotó a Richie Steamboat en las semifinales del torneo. Sin embargo, en el episodio del 29 de agosto de NXT, Mahal fue derrotado por Seth Rollins en la final del torneo, por lo que su racha de victorias en el territorio terminó y además no logró ganar el título. El 16 de septiembre en el Pre-Show de Night of Champions, Mahal participó en un Battle Royal par determinar al contendiente #1 por el Campeonato de los Estados Unidos, pero fue eliminado por Brodus Clay.
En el episodio del 21 de septiembre de SmackDown, Mahal y Drew McIntyre interfirieron en la lucha de Heath Slater contra Brodus Clay atacando a este último, por lo que formaron una alianza con Slater. Más tarde, la alianza entre Mahal, Slater y McIntyre fue nombrada 3MB. A partir de octubre, 3MB acumuló varias victorias sobre equipos como Co-Bro (Santino Marella & Zack Ryder) y The Usos (Jimmy Uso & Jey Uso), todas debido a interferencias ilegales por el miembro del equipo que solamente iba a acompañar a los competidores. El 18 de noviembre en el Pre-Show de Survivor Series, Mahal & Slater derrotaron a Marella & Ryder después de que Mahal cubriera a Ryder. El 16 de diciembre en TLC: Tables, Ladders & Chairs, 3MB fue derrotado por el equipo formado por The Miz, Alberto del Río & The Brooklyn Brawler. La noche siguiente en la edición de Raw de los Slammy Awards, 3MB fueron nuevamente derrotados, esta vez por The Miz, del Río & Tommy Dreamer.

#### 2013-2014

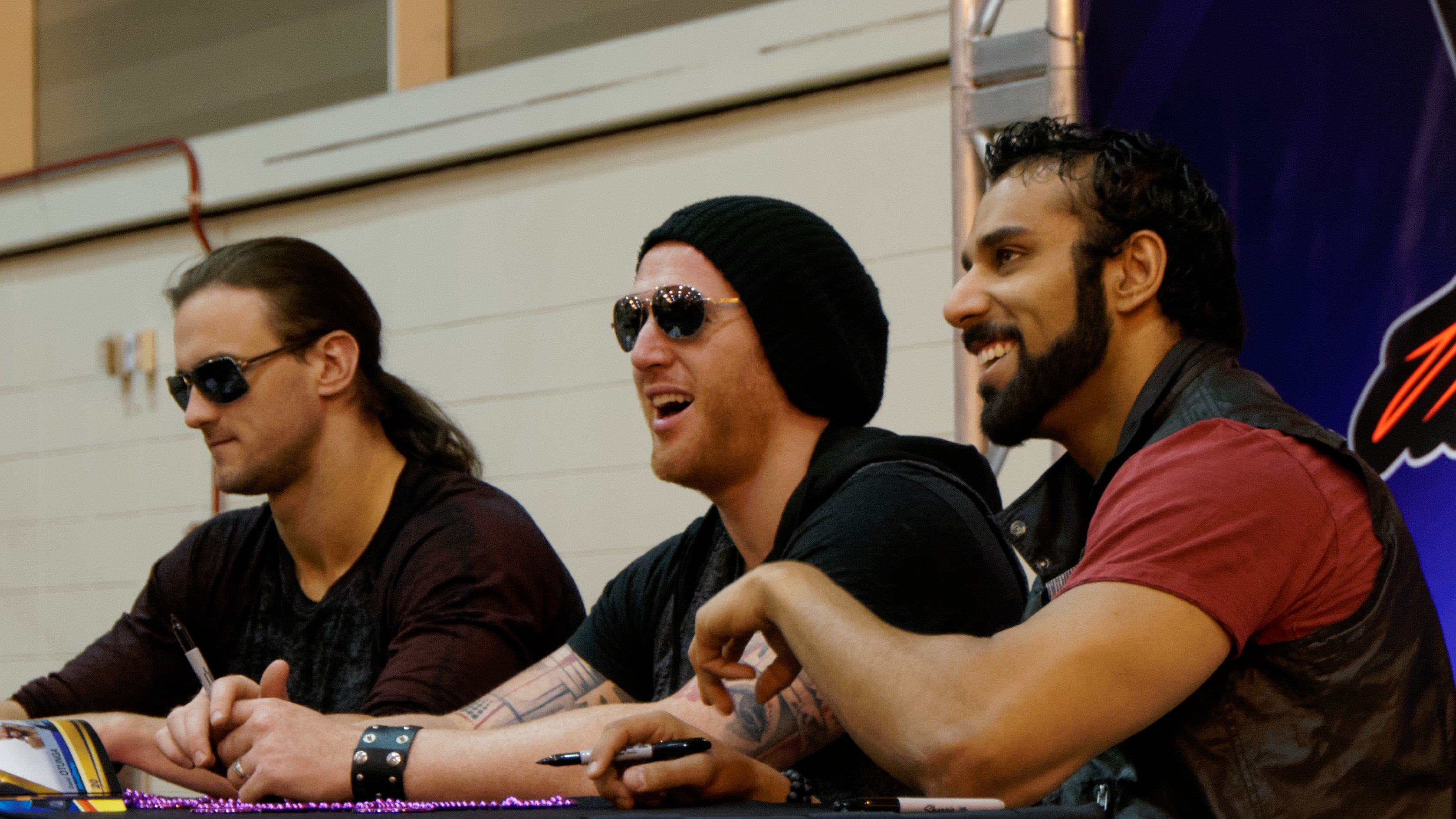
3MB en abril de 2014.

El 27 de enero de 2013 en Royal Rumble, Mahal participó en el Royal Rumble Match entrando como el número 27, pero fue eliminado por Sheamus. En el episodio del 12 de abril de SmackDown, en un intento de hacer crecer su popularidad, 3MB trató de atacar a Triple H, pero en lugar de eso los tres miembros fueron atacados por The Shield (Dean Ambrose, Roman Reigns y Seth Rollins). El 15 de abril en Raw, 3MB llamó a The Shield para tener un enfrentamiento entre ambos equipos, pero solamente lograron que Brock Lesnar apareciera en lugar de The Shield para atacar al grupo. El 15 de septiembre en el Kick-Off de Night of Champions, Slater & McIntyre compitieron en un Tag Team Turmoil Match para determinar a los contendientes #1 por los Campeonatos en Parejas de la WWE, pero fueron eliminados por Tons of Funk (Brodus Clay & Tensai).
A finales de 2013, 3MB comenzó a adoptar nuevos nombres de equipo contra sus oponentes, a pesar de obtener en la mayoría de las veces solamente derrotas. En WrestleMania XXX, Mahal participó en el primer André the Giant Memorial Battle Royal, pero fue eliminado por Mark Henry. En abril de 2014, 3MB formó una alianza con Hornswoggle durante un feudo con Los Matadores (Diego & Fernando). Sin embargo, el 12 de junio, WWE anunció que Mahal había sido liberado de su contrato con la empresa, siendo su última lucha una derrota contra El Torito en el episodio del 29 de mayo de SmackDown.

### Circuito independiente (2014-2016)

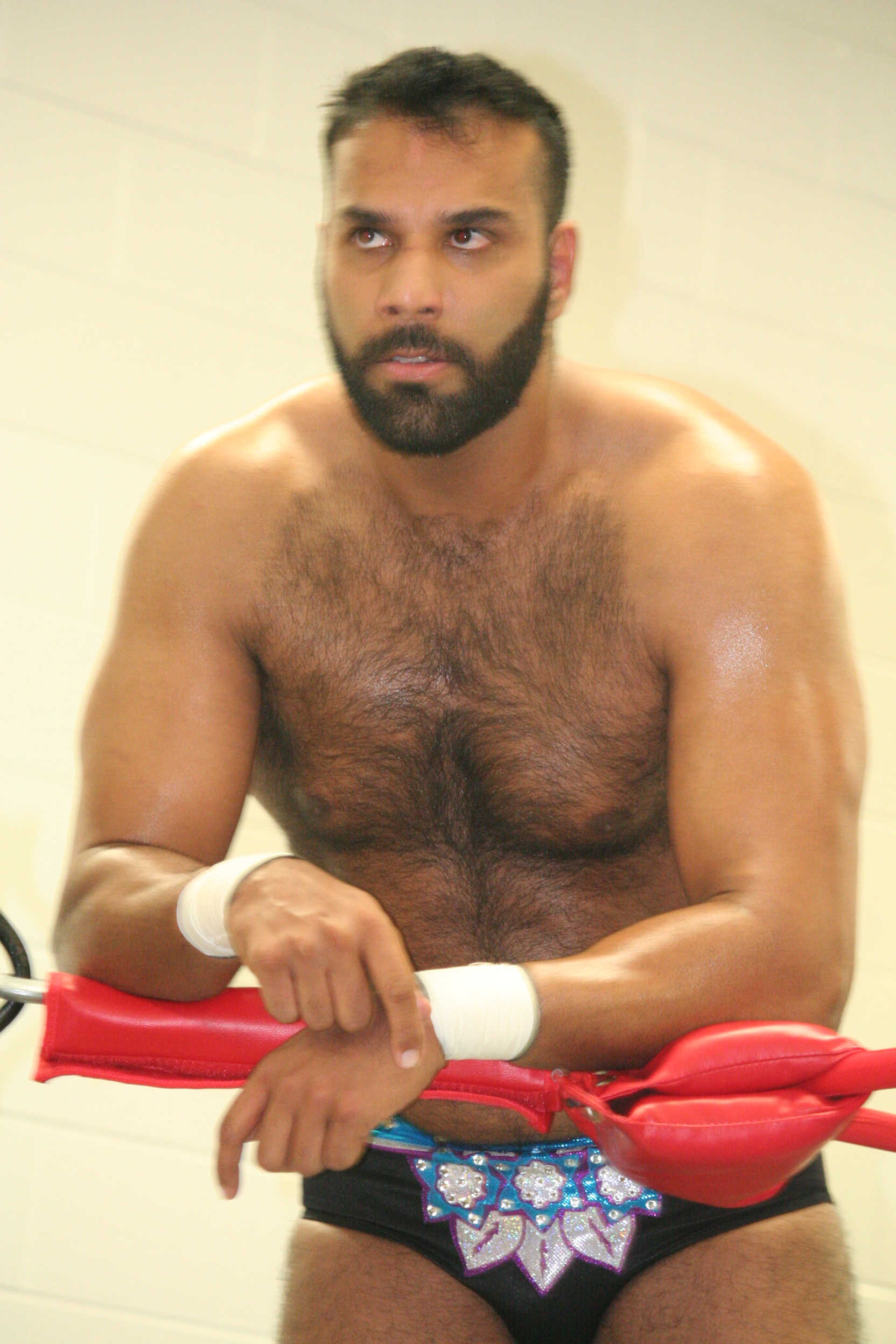
Mahal en noviembre de 2015.

Después de su salida de WWE, Dhesi luchó para la Reality of Wrestling (ROW) bajo el nombre de Raj Singh en su evento de verano ROW Summer of Champions, derrotando a Jasper Davis. El 24 de octubre en All Star Wrestling (ASW) en el evento en vivo Fright Night Live desde Vancouver, Singh se unió con su primo Gama Singh Jr. para derrotar a Kyle Sebastian & Collin Cutler y ganar de esa manera los Campeonatos en Parejas de ASW. Entre 2014 y 2015, apareció en la promoción puertorriqueña World Wrestling Council (WWC) para enfrentarse a la estrella local Ray González. También participó en el torneo de Catar Pro Wrestling (QPW), Souq Waqif Championship, en abril de 2015, en donde terminó como el primer eliminado. El 5 de mayo, Singh hizo su debut en la promoción japonesa Inoki Genome Federation (IGF), siendo vencido por Wang Bin. En 2016, Singh también luchó para la promoción de lucha libre de The Great Khali, Continental Wrestling Entertainment (CWE) en la India.

### Regreso a WWE (2016–2024)

#### 2016-2017
El 27 de julio, se anunció que Dhesi había vuelto a firmar con la WWE bajo el nombre de Jinder Mahal. En el episodio del 1 de agosto en Raw, Mahal hizo oficialmente su regreso a la WWE exigiendo un contrato en dicha marca junto con Heath Slater, quien debido a una lesión había quedado fuera del Draft. En ese momento, el gerente general de Raw, Mick Foley, les informó que debían enfrentarse entre ellos en un combate para determinar quien obtendría un contrato en Raw, el cual Mahal ganó. Durante los siguientes meses, Mahal obtuvo varias derrotas ante luchadores como Neville, Sami Zayn y Darren Young. Además, Mahal adoptaría el gimmick de un "hombre que encaminaba a la paz", abogando por la paz y la tranquilidad. El 12 de septiembre en Raw, antes de derrotar a Jack Swagger, Mahal declaró que después de abandonar WWE "sentía ira y rabia" pero que desde entonces había "encontrado la paz interior". Después de eso, Mahal comenzó a luchar principalmente en Main Event y Superstars, en donde obtuvo tanto victorias como derrotas contra Young.
En el episodio del 19 de diciembre de Raw, un Mahal notablemente más delgado y musculoso comenzó una alianza con Rusev después de que Mahal tuviera un enfrentamiento con el rival de Rusev, Enzo Amore, antes de que los dos atacaran a Amore. En el episodio del 2 de enero de 2017 de Raw, Mahal & Rusev derrotaron al compañero de equipo de Amore, Big Cass, en un 2-on-1 Handicap match. La semana siguiente en Raw, Mahal fue derrotado por Cass (quien tenía a Shawn Michaels en su esquina) después de que Michaels le aplicara un Sweet Chin Music a Rusev en ringside, lo cual distrajo a Mahal.
En el episodio del 27 de febrero de Raw, Mahal y Rusev comenzaron a mostrar tensión entre ellos después de que Rusev distrajera inadvertidamente a Mahal, causando que los dos perdieran ante The New Day (Big E, Kofi Kingston y Xavier Woods). La alianza entre Mahal y Rusev terminó el 5 de marzo en Fastlane, cuando Mahal le informó al gerente general de Raw, Mick Foley, sobre su deseo de volver a la competencia individual, lo que llevó a Foley a colocar al dúo en luchas individuales esa noche, con Mahal y Rusev perdiendo sus respectivos combates contra Cesaro y Big Show. Esto se hizo debido a que Rusev sufrió una lesión de hombro legítima.
El 3 de abril en el kick-off de WrestleMania 33, Mahal participó en el André the Giant Memorial Battle Royal, siendo el último eliminado por el eventual ganador Mojo Rawley luego de la interferencia de Rob Gronkowski. En el episodio del 11 de abril de SmackDown, se reveló que Mahal había sido traspasado a dicha marca debido al Superstar Shake-up y más tarde esa noche, fue derrotado por Rawley después de otra interferencia de Gronkowski para terminar su pequeño feudo, pero Mahal derrotaría a Rawley en el episodio del 6 de junio de SmackDown.

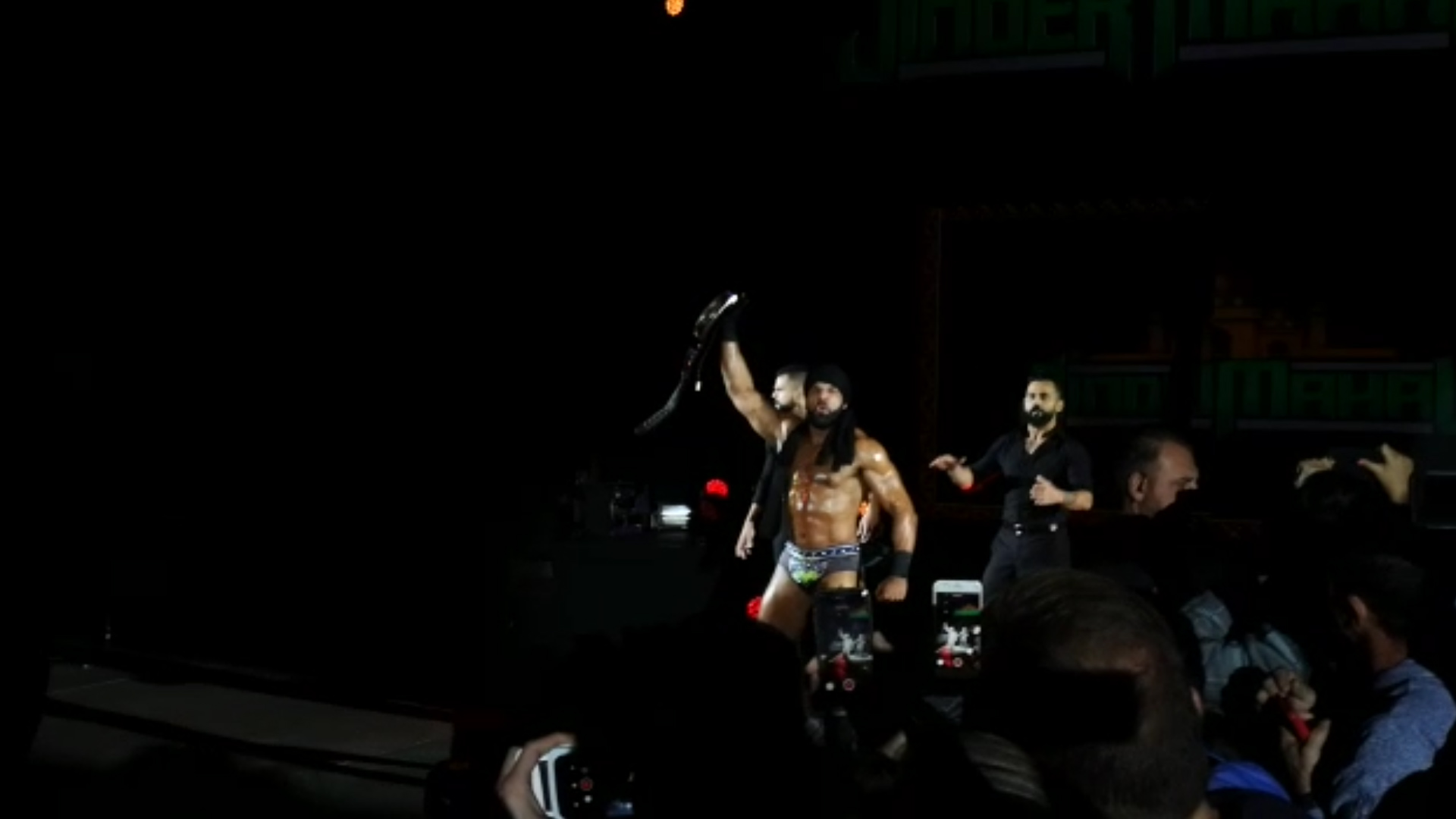
Mahal junto con The Singh Brothers.

En el episodio del 18 de abril en SmackDown, Mahal ganó un Six-Pack Challenge tras derrotar a Rawley, Sami Zayn, Dolph Ziggler, Luke Harper y Erick Rowan gracias a la interferencia de sus nuevos aliados, The Singh Brothers, para convertirse en el retador #1 por el Campeonato de la WWE. Como parte del storyline, Mahal atacó a Orton, llevándose consigo el título y además le costó su combate contra Bray Wyatt en el evento exclusivo de Raw, Payback, el 30 de abril. Sin embargo, fue forzado por el comisionado de SmackDown, Shane McMahon, para devolver el título que le pertenecía a Orton. Como parte de su push, Mahal derrotó a varios luchadores como Sami Zayn y AJ Styles, incluso cubrió a Orton en un 6-Man Tag Team Match para darle la victoria a su equipo. El 21 de mayo en Backlash, Mahal derrotó a Orton para ganar por primera vez en su carrera el Campeonato de la WWE (su primer campeonato en la empresa), convirtiéndose con eso en el campeón de la WWE número 50 y el primero de ascendencia india. Después de realizar una celebración Punjabi por su victoria ante Orton, Shane McMahon anunció que Orton había invocado su cláusula de revancha para el 18 de junio en Money in the Bank, en donde (con los miembros de Hall of Fame, Bob Orton Jr., Ric Flair y Sgt. Slaughter en el ringside), Mahal derrotó a Orton en su primera defensa del título. Cuando un iracundo Orton exigió otra lucha por el campeonato, Shane McMahon se la concedió a condición de que Mahal eligiera la estipulación, quien reveló que el combate sería un Punjabi Prison Match. Después de que Mahal se refiriera a The Great Khali como su "héroe personal" (ignorando con eso su rivalidad en el pasado), Khali eventualmente hizo su regreso a la WWE el 23 de julio en Battleground para ayudar a Mahal a retener el campeonato ante Orton en el Punjabi Prison Match, terminando su feudo con este último.
En el episodio del 15 de agosto de SmackDown, Mahal fue derrotado por John Cena por descalificación en una lucha no titular debido a una interferencia del ganador del maletín Money in the Bank, Baron Corbin, quien finalmente cobró dicho maletín contra Mahal, pero al comenzar el combate Corbin fue distraído por Cena, lo que permitió que Mahal le hiciera un Roll-Up a Corbin para retener el campeonato. El 20 de agosto en SummerSlam, Mahal defendió de manera exitosa el título ante Shinsuke Nakamura gracias a una interferencia de The Singh Brothers. En una lucha de revancha entre los dos, el 8 de octubre en Hell in a Cell, Mahal derrotó a Nakamura una vez más para retener el campeonato. En el episodio del 17 de octubre de SmackDown, Mahal declaró sus intenciones de luchar contra el campeón Universal de la WWE Brock Lesnar en Survivor Series. Sin embargo, en el episodio del 7 de noviembre de SmackDown, Mahal perdió el Campeonato de WWE ante AJ Styles, terminando su reinado en 170 días. Mahal se enfrentó a Triple H el 9 de diciembre en un evento en vivo en Nueva Delhi, India, siendo derrotado. Después de la lucha, ambos hombres recibieron una ovación de pie. Mahal recibió su revancha por el título contra Styles el 17 de diciembre en Clash of Champions, pero perdió por rendición. Después de que Mahal perdiera en su lucha de revancha, continuó su feudo con Styles por el Campeonato de WWE en eventos en vivo durante diciembre y enero, aunque fue derrotado en todos los enfrentamientos.
Después de eso, Mahal se insertó rápidamente en la imagen del Campeonato de los Estados Unidos después de que Dolph Ziggler dejara vacante el título en el episodio del 19 de diciembre de SmackDown. Se organizó un torneo de ocho competidores para coronar a un nuevo campeón y Mahal participaría en dicho torneo, derrotando a Tye Dillinger en la primera ronda en el episodio del 26 de diciembre de SmackDown.

#### 2018
En el episodio del 16 de enero de 2018 de SmackDown, Mahal derrotó a Xavier Woods en las semifinales y después de que Bobby Roode ganara su semifinal contra Mojo Rawley, The Singh Brothers atacaron a Roode, con Mahal burlándose de él, lo que llevó a Roode a desafiar a Mahal a tener la final del torneo esa noche. Mahal se negaría, pero el gerente general de SmackDown, Daniel Bryan, hizo el combate oficial para la siguiente semana, donde Mahal perdió contra Roode en la final. El 28 de enero en Royal Rumble, Mahal participó en el Royal Rumble match con el número 17, eliminando a Woods y Big E antes de ser eliminado por Kofi Kingston. En el episodio del 30 de enero de SmackDown, Mahal perdió un Fatal 4-Way match contra Rusev, Kingston y Zack Ryder.

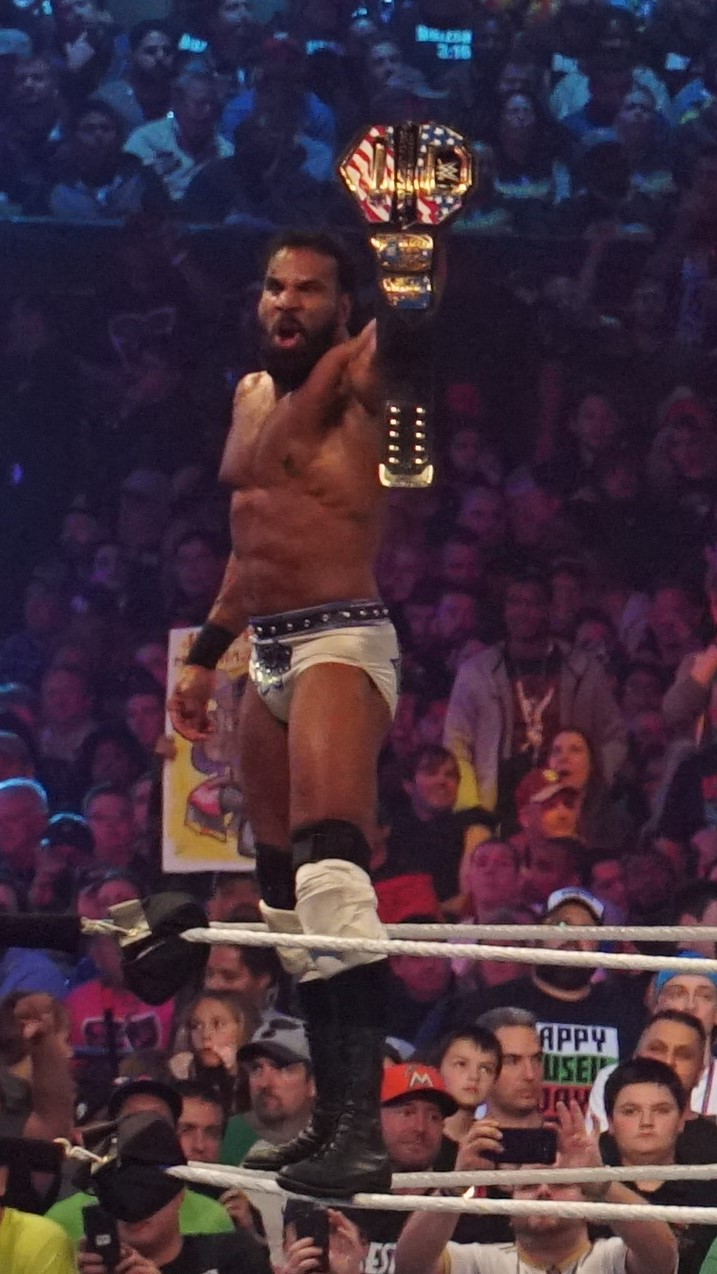
Mahal después de ganar el Campeonato de Estados Unidos en WrestleMania 34.

En el episodio del 20 de febrero de SmackDown, Mahal llamaría al Campeón de los Estados Unidos Bobby Roode, lo que acabaría en una pelea entre ellos y Randy Orton. Durante las siguientes semanas, Mahal derrotaría tanto a Orton como a Roode. El 11 de marzo en Fastlane, Mahal fue el primero en aparecer durante el pre-show diciendo que debería ser tanto el campeón de los Estados Unidos como el contendiente #1 y durante el evento salió a burlarse de Orton después de que acabara de ganar el Campeonato de Estados Unidos, pero Roode le aplicó un Glorious DDT tanto a Mahal como a Orton. En el episodio del 20 de marzo de SmackDown, se anunció que Mahal se enfrentaría a Orton y Roode en un Triple Threat match por el Campeonato de Estados Unidos en WrestleMania 34. En el episodio del 27 de marzo de SmackDown, se unió a Rusev para derrotar a Roode y Orton, y luego agregó a Rusev al combate por el título. El 8 de abril en WrestleMania 34, Mahal cubrió a Rusev para capturar el Campeonato de los Estados Unidos por primera vez en su carrera.
Durante el Superstar Shake-up, Mahal fue traspasado a Raw, llevándose el Campeonato de Estados Unidos con él. Sin embargo, en la misma noche de su traspaso, perdió el campeonato ante Jeff Hardy, terminando su reinado en tan solo ocho días. El 27 de abril en The Greatest Royal Rumble, Mahal no pudo recuperar el título en una revancha titular contra Hardy. En el episodio del 7 de mayo de Raw, después de derrotar a Chad Gable, Mahal exigió (y se le negó) con Kurt Angle ser añadido a un Triple Threat match clasificatorio al Money in the Bank Ladder match, lo que llevó a Mahal a interferir y costarle el combate a Roman Reigns esa misma noche. La semana siguiente en Raw, Mahal estaba programado para competir en otro Triple Threat match clasificatorio al Money in the Bank Ladder match contra Bobby Lashley y Elias, pero Reigns lo atacó antes del combate. Más tarde se anunció que Mahal se enfrentaría a Reigns el 17 de junio en Money in the Bank, donde Mahal perdió ante Reigns.
La noche siguiente en Raw, Mahal regresó a su anterior personaje de "hombre de paz", anunciando que "sintió los vientos del cambio" y "encontró tranquilidad" antes de derrotar a Chad Gable. En julio, Mahal se vería involucrado en el feudo entre Braun Strowman y Kevin Owens. En el episodio del 30 de julio de Raw, Mahal derrotó a Strowman por cuenta fuera después de una distracción de Owens. Mahal derrotaría a Strowman una vez más en el episodio del 6 de agosto de Raw, esta vez por descalificación cuando Strowman golpeó a Mahal con su maletín de Money in the Bank. En el episodio del 13 de agosto de Raw, Mahal se asoció con Owens para enfrentarse a Strowman & Finn Bálor, pero fueron derrotados después de Strowman cubrió a Mahal.
A partir de septiembre, Mahal compitió en la segunda temporada del Mixed Match Challenge, donde se unió a Alicia Fox como "Mahalicia". El dúo perdió todos sus combates en la fase de grupos, excepto el final, donde derrotaron a Bobby Roode & Natalya, para avanzar a los playoffs como el equipo con la clasificación más baja en Raw. En los cuartos de final, lograron derrotar al equipo mejor clasificado, Curt Hawkins & Ember Moon, luego de que Mahal cubriera a Hawkins. Mahal y Alicia Fox clasificaron a la final de Mixed Match Challenge después de derrotar a Apollo Crews & Bayley en las semifinales. Sin embargo, en TLC: Tables, Ladders & Chairs, Mahal & Fox fueron derrotados por R-Truth & Carmella en la final del torneo.

#### 2019-2024
En Royal Rumble, Mahal ingresó al Royal Rumble match como el número 7, pero fue eliminado por Johnny Gargano. El 7 de abril en el kick-off de WrestleMania 35, Mahal participó en el André the Giant Memorial Battle Royal, pero no logró ganar el combate.
Una semana después del Superstar Shake-up, Mahal fue traspasado nuevamente a SmackDown. Se suponía que Mahal haría su debut en el ring en SmackDown el 23 de abril en una lucha contra Chad Gable, pero la lucha nunca comenzó debido a que Gable fue atacado por Lars Sullivan durante su entrada. En el episodio del 21 de mayo de SmackDown, Mahal intentó ganar el Campeonato 24/7 de R-Truth, el cual fue presentado la noche anterior en Raw por Mick Foley, pero no logró ganar la lucha improvisada por el título tras bastidores. El 2 de junio, Mahal capturó el Campeonato 24/7 luego de cubrir al campeón R-Truth en un campo de golf, pero perdió el título ante Truth inmediatamente después debido a una distracción de Carmella. Cuatro días después, derrotó a Truth para ganar el título al cubrirlo en una pista de aterrizaje de un aeropuerto, convirtiéndose en dos veces Campeón 24/7. Truth volvió a ganar el título horas más tarde cuando cubrió a Mahal dentro del avión mientras dormía. El 7 de junio en el evento Super Show-Down, desde Jeddah, Arabia Saudita, Mahal participó en un 51-man Battle Royal, pero no logró ganar el combate luego de haber sido eliminado por Ricochet. El 28 de junio, la WWE anunció que Mahal sufrió una lesión en una rodilla y se informó que la lesión lo dejaría fuera de acción de seis a doce meses. El 14 de octubre, debido al Draft, Mahal fue traspasado a la marca Raw.
Mahal regresó en 2020 la edición del 27 de abril de Raw derrotando a Akira Tozawa.
El 26 de enero de 2021 regresó en el evento WWE Superstar Spectacle, el 3 de mayo de 2021 (transmitido el día 6) tuvo su regreso en Main Event (ahora acompañado por Shanky y Veer) derrotando a Jeff Hardy y a la semana siguiente hace su regreso a RAW, acompañado de nuevo por Shanky y Veer, derrotando una vez más a Jeff Hardy. En el Raw del 28 de junio, participó en un Over The Tope Rope Battle Royal para reemplazar a Randy Orton en el Last Chance Triple Threat Match clasificatorio al Men's Money In The Bank Ladder Match en Money In The Bank, eliminando a Shelton Benjamin, Erik, Ivar, R-Truth y a Akira Tozawa sin embargo fue eliminado por Damian Priest. En SummerSlam, fue derrotado por Drew McIntyre.
En Survivor Series, participó en el 25-Man Dual Brand Battle Royal en conmemoración a los 25 años de carrera de The Rock, sin embargo fue eliminado por The Viking Raiders (Erik e Ivar). 5 días después en SmackDown, participó en el Black Friday Invitational Battle Royal por una oportunidad al Campeonato Universal de la WWE de Roman Reigns, sin embargo fue el primer eliminado por Jeff Hardy. En el SmackDown! emitido el 24 de diciembre, participó en el 12 Days for Christmas Gauntlet Match por una oportunidad por el Campeonato Intercontinental de la WWE de Shinsuke Nakamura, entrando en el puesto undécimo; sin embargo, fue eliminado por Ricochet. En New Year's Evil el 10 de enero de 2023, Mahal regresó a NXT por primera vez desde 2012, alineándose con Indus Sher atacando a The Creed Brothers. Más tarde esa noche, Mahal derrotó a Julius Creed.
Durante el episodio del 19 de abril de SmackDown, Mahal anunció en su cuenta de Twitter que había renunciado y cambió la biografía de su perfil a las palabras «Agente libre». Sean Ross de Fightful confirmó más tarde que Mahal había sido liberado de su contrato, poniendo fin a su segundo regreso en WWE.

### Regreso al circuito independiente (2024-presente)
El 5 de junio de 2024, se anunció que Dhesi (ahora volviendo a su nombre "Raj Dhesi") haría su debut para Black Label Pro (BLP) el 26 de julio.

#### Game Changer Wrestling (2024)
En GCW Now And Forever, Raj Dhesi se reunió con The Bollywood Boyz.

## Otros medios
Mahal aparece en WWE '13, WWE 2K14 (como miembro de 3MB), WWE 2K18, WWE 2K19 y WWE 2K20.

## Vida personal
Dhesi es de origen Punjabi Jat Sikh y habla Punjabi, Hindi e Inglés. Es el sobrino del luchador Gama Singh, que es considerado un villano legendario en la lucha original Stampede. Luchaba por todo el mundo y también brevemente por la entonces WWE (World Wrestling Federation, también conocida como WWF) en la década de 1980. Dhesi también posee un título de negocios en comunicaciones y cultura de la Universidad de Calgary.
El miembro de la Asamblea Legislativa de Alberta para Calgary-Shaw, Graham Sucha, presentó tres documentos antes de la Asamblea, felicitando formalmente a Mahal por ganar el Campeonato de la WWE.

## Campeonatos y logros
- All-Star Wrestling/ASW
  - ASW Tag Team Championship (1 vez) - con Gama Singh Jr.

- Black Label Pro
  - BLP Heavyweight Championship (1 vez)[177]

- Continental Wrestling Entertainment
  - CWE Heavyweight Championship (1 vez)

- Lucha Libre AAA Worldwide
  - Campeonato Mundial en Parejas de la AAA (1 vez) – con Satnam Singh

- Prairie Wrestling Alliance/PWA
  - PWA Heavyweight Championship (2 veces)
  - PWA Canadian Tag Team Championship (1 vez) - con Gama Singh Jr.

- Stampede Wrestling International/SWI
  - SWI Tag Team Championship (2 veces) - con Gama Singh Jr.

- World Wrestling Entertainment/WWE
  - WWE Championship (1 vez)
  - WWE United States Championship (1 vez)
  - WWE 24/7 Championship (2 veces)

- Pro Wrestling Illustrated
  - Luchador más odiado del año (2017)
  - Luchador que más ha mejorado del año (2017)
  - Situado en el Nº336 en los PWI 500 de 2011.[178]
  - Situado en el Nº166 en los PWI 500 de 2012.[178]
  - Situado en el Nº148 en los PWI 500 de 2013.[179]
  - Situado en el Nº228 en los PWI 500 de 2014.[178]
  - Situado en el Nº30 en los PWI 500 de 2017.[178]
  - Situado en el Nº14 en los PWI 500 de 2018[180]

- WrestleCrap
  - Gooker Award (2017) – Ganar el Campeonato de la WWE[181]

- Wrestling Observer Newsletter
  - Luchador más sobrevalorado (2017)